# Tropidurus melanopleurus
Tropidurus melanopleurus — вид ігуаноподібних ящірок родини Tropiduridae. Мешкає в Андах.

## Підвиди
Виділяють два підвиди:
- Tropidurus melanopleurus melanopleurus Boulenger, 1902;
- Tropidurus melanopleurus pictus Müller, 1924.

## Поширення і екологія
Tropidurus melanopleurus мешкають в Андах на півдні Перу (Мадре-де-Дьйос), в Болівії і північно-західній Аргентині (Сальта). Вони живуть у вологих тропічних лісах юнги, в сухих тропічних лісах та серед скель.